# Verdi Australiani
I Verdi Australiani (Australian Greens, AG), noti comunemente come The Greens, sono un partito politico australiano.

## Ideologia
Inizialmente gli AG erano classificabili come partito "monotematico". Loro obiettivo principale era, infatti, la tutela dell'ecosistema. Col passare degli anni, o meglio, con la costituzione del partito, nel 1992, gli AG cominciarono a darsi una visione "ideale" più complessa. Comunemente, soprattutto dagli altri partiti australiani, sono visti come un partito di sinistra. Una sinistra certamente non socialista, ma comunque "radicale". Gli AG rifiutano tale appellativo, definendosi né di destra né di sinistra.
I Verdi Australiani sono soliti, più che altro, definirsi un partito dalla "new politics", politica nuova. Nei paesi anglofoni, come l'Australia, tale espressione ha, però, un'accezione ben precisa. Negli USA, Adlai Stevenson, candidato alla Presidenza della repubblica nel '52 e nel '56 per il Partito Democratico, fu il massimo rappresentante della "new politics". Non solo, molti esponenti della Beat Generation furono classificati come "new politics". I "new politics" sostenevano in politica interna la lotta per i diritti civili, soprattutto degli afroamericani, in politica estera, invece, si facevano sostenitori di una dura lotta contro l'Unione Sovietica e gli stati comunisti. Il movimento "new politics" fu tra i maggiori sostenitori di John Kennedy, presidente statunitense negli anni '60. In Gran Bretagna, invece, il termine "new politics" ha rappresentato il movimento, nato negli anni '90, finalizzato ad assicurare una maggiore partecipazione democratica alla vita politica.
Punti di forza del programma politico degli AG sono la giustizia sociale, la sostenibilità ambientale, la democrazia partecipativa e la nonviolenza.

## Storia

### Fondazione
Gli AG sono un partito ambientalista, fondato ufficialmente nel 1992, anche se già dagli anni '70, in Australia, operavano vari movimenti politici ecologisti. Nel 1972, infatti, in Tasmania venne fondato il Gruppo Tasmania Unita (United Tasmania Group, UTG), che è considerato il primo partito ambientalista al mondo.
Negli anni '70 ed '80, i Verdi della Tasmania si impegnarono contro la costruzione di una diga per la produzione di elettricità (Franklin Dams) sul fiume Franklin River, nel cuore di un parco nazionale. Il progetto fermato dall'Alta Corte d'Australia, diede agli ambientalisti della Tasmania risonanza nazionale. Non solo, l'UTG riuscì ad eleggere un proprio rappresentante, Norm Sanders, al Parlamento della Tasmania, nelle file dei Democratici Australiani.
Nel 1984, Petra Kelly, tra i fondatori de I Verdi, in Germania, visitò l'Australia e spinse i movimenti ecologisti presenti nei vari stati australiani a dar vita ad un unico partito nazionale. A questo invito seguì una convenzione nazionale, nello stesso anno, che preparò le basi per la fondazione vera e propria del partito nel 1992. Alcuni partiti ambientalisti, però, mantennero una propria autonomia nei singoli stati. Sempre nel 1984, gli AG ebbero il loro primo senatore, nella persona di Josephine Vallentine, eletta nell'Australia Occidentale nelle file del Partito per il Disarmo Nucleare e poi passata ai Verdi.
Alle politiche del 1993, i Verdi ottennero, al Senato, il 2,8% dei voti ed 1 seggio, dato confermato nel 1998, sia alla Camera che al Senato, senza, però, la conquista di alcun seggio.
Le elezioni del 2001 rappresentano il momento della svolta per gli AG. Il partito, infatti, raddoppia i suoi consensi, ottenendo il 4,3% dei voti alla Camera, il 4,9% al Senato ed eleggendo 2 senatori. Nel 2002, gli AG elessero il loro primo deputato con Michael Organ nella divisione di Cunningham.

### Dal 2002 ad oggi
Le elezioni del 2004 hanno segnato un'ulteriore forte avanzata dei Verdi. Hanno ottenuto il 7,2% dei voti alla Camera ed il 7,7% dei voti ala Senato. Il partito ha eletto altri 2 senatori oltre i due confermati. Nonostante il buon risultato elettorale, gli AG non sono riusciti per l'ennesima volta ad eleggere deputati.
La Camera infatti usa il sistema elettorale detto Instant-runoff voting (IRV) (conosciuto anche come Voto Alternativo), mentre al Senato è in uso il Single Transferable Vote (STV). Questi due sistemi tendono ad evitare i difetti sia del maggioritario uninominale che del proporzionale puro. Nel maggioritario uninominale viene eletto chi raccoglie più voti in un collegio, escludendo così da qualsiasi rappresentanza parlamentare gli elettori che hanno scelto altri candidati. Nel Regno Unito, ad esempio, per ben due volte dal 1948 il partito vincitore delle elezioni aveva raccolto meno voti del suo diretto competitore. Nel sistema proporzionale puro, invece, ogni partito ottiene seggi in modo proporzionale ai voti conseguiti (es. 10% dei voti, 10% dei seggi). Tale sistema rischia, però, di aumentare la frammentazione politica ed il numero di partiti presenti in Parlamento. I due sistemi in uso in Australia, invece, permettono all'elettore non solo di scegliere il candidato più gradito, ma anche quelli più vicini, anche se non "di prima scelta". Ciò determina l'elezione dei candidati "meno sgraditi" alla maggioranza degli elettori. Il sistema per la Camera è più "maggioritario", quello del Senato più "proporzionale".
Nelle elezioni del 2004, gli AG subirono la campagna elettorale del Family First Party, cristiani moderati, che accusò i Verdi di essere troppo "estremisti". In tal modo il FFP conquistò i "secondi voti" degli elettori più moderati dei Democratici Australiani e del Partito Laburista Australiano, mentre i Verdi, conquistano molti "primi voti" degli elettori più di "sinistra" dei Democratici, accusati di troppe divisioni interne. I flussi di voti premiaroni gli AG in termini di voti, ma non di seggi.
Anche alle elezioni del 2007, i Verdi, pur crescendo al 7,9% dei consensi non hanno eletto alcun deputato. Al Senato, invece, grazie al 9% dei voti i Verdi sono saliti a 5 seggi.
Dal 2015 il leader è Richard Di Natale mentre nel 2020 ha preso il suo posto Adam Bandt.

## Risultati elettorali
| Elezione          | Elezione | Voti      | % | Seggi   |
| ----------------- | -------- | --------- | - | ------- |
| Parlamentari 2004 | Camera   | 841.734   |   | 0 / 150 |
| Parlamentari 2004 | Senato   | 916.431   |   | 4 / 76  |
| Parlamentari 2007 | Camera   | 967.789   |   | 0 / 150 |
| Parlamentari 2007 | Senato   | 1.144.751 |   | 5 / 76  |
| Parlamentari 2010 | Camera   | 1.458.998 |   | 1 / 150 |
| Parlamentari 2010 | Senato   | 1.667.315 |   | 9 / 76  |
| Parlamentari 2013 | Camera   | 1.116.918 |   | 1 / 150 |
| Parlamentari 2013 | Senato   | 1.159.588 |   | 10 / 76 |
| Parlamentari 2016 | Camera   | 1.385.650 |   | 1 / 150 |
| Parlamentari 2016 | Senato   | 1.197.657 |   | 9 / 76  |
| Parlamentari 2019 | Camera   | 1.482.923 |   | 1 / 151 |
| Parlamentari 2019 | Senato   | 1.488.427 |   | 9 / 76  |
| Parlamentari 2022 | Camera   | 1.795.985 |   | 4 / 151 |
| Parlamentari 2022 | Senato   | 1.903.403 |   | 12 / 76 |